# Regio IX Circus Flaminius
La Regio IX Circus Flaminius era la nona delle 14 regioni di Roma augustea classificata poi nei Cataloghi regionari della metà del IV secolo. Prese il nome dal circo Flaminio, che vi sorgeva, e comprendeva l'area del Campo Marzio racchiusa dall'ansa del Tevere a nord, a ovest e a sud-ovest, dalla Via Lata a est, mentre a sud-est confinava con la Regio VIII Forum Romanum e le pendici del Campidoglio.

## Topografia
Occupava la parte del Campo Marzio posta a ovest della Via Lata, nella parte nordoccidentale della città di Roma antica.
Alla metà del IV secolo il perimetro della Regio era indicata nei Cataloghi regionari in 32.500 piedi romani, pari a circa 9.620 metri.

## Caratteristiche
La Regio era divisa in 35 vici (rioni), 35 aediculae (edicole), 2.777 insulae (caseggiati), 140 domus (case patrizie), 25 horrea (magazzini), 63 balnea (bagni), 120 laci (fontane) e 20 pistrina (panetterie). L'area era sorvegliata da 2 curatores e da 48 vicomagistri.

## Principali monumenti pubblici
Tra i principali monumenti, alcuni dei quali ancora visibili, si ricordano:
- ara Pacis
- arco di Arcadio, Onorio e Teodosio
- arco di Claudio
- arco di Germanico
- arco di Pompeo
- area sacra di Largo Argentina
- Stadio di Domiziano
- circo Flaminio
- Crypta Balbi
- Iseum et Serapeum
- Mausoleo di Augusto
- Pantheon
- ponte Neroniano
- portico di Ottavia
- portico di Ottavio
- Porticus Divorum
- Porticus Minucia
- Porticus Philippi
- Saepta Iulia
- teatro di Balbo
- teatro di Marcello
- teatro di Pompeo
- tempio di Adriano
- tempio di Apollo Sosiano
- tempio di Bellona
- tempio di Matidia
- tempio di Minerva
- terme di Agrippa
- terme di Nerone

| Planimetria del Campo Marzio centrale |
| --- |
| Terme di Nerone Stadio di Domiziano Pantheon Basilica di Nettuno Terme di Agrippa Stagnum ? Odeon di Domiziano Insulae d'epoca adrianea Magazzini ? Magazzini ? Magazzini ? Saepta Iulia Diribitorium Porticus Divorum Aqua Virgo Arco di Claudio Porticus Vipsania Caserma della I coorte dei Vigiles Iseum Tempio di Minerva Calcidica Ara di Marte Via Flaminia Via Flaminia Tempio di Adriano Tempio di Matidia Teatro di Pompeo Templi di Largo Argentina Portico di Minucio Colonna di Marco Aurelio T. di M.Aurelio e Faustina (?) Arco di M.Aurelio (?) Colonna di Antonino Pio Ustrino di Faustina maggiore Ustrino di Faustina minore Via Recta Portico e tempio del Bonus Eventus Portico di Pompeo Arcus Novus Portico di Meleagro Portico degli Argonauti Piazza della Rotonda Villa Publica |

| Planimetria del Campo Marzio meridionale |
| --- |
| Tevere Navalia Circus Flaminius Teatro di Marcello T. di Diana T. della Pietà T. di Giano T. di Giunone T. di Spes Tempio di Bellona Tempio di Apollo Sosiano Tempio di Giove Statore Tempio di Giunone Regina Portico d'Ottavia Portico di Filippo T. d'Ercole Portico d'Ottavio Teatro di Balbo Crypta Balbi Portico di Minucio T. delle Ninfe Diribitorium T. di Giuturna T. della Fortuna T. di Feronia T. dei Lari Permarini Curia di Pompeo Portico di Pompeo Teatro di Pompeo Tempio di Venere Vincitrice Templi di Marte e Nettuno Santuario di Ercole Magnus Custos Tempio di Castore e Polluce Ponte Fabricio Isola Tiberina Porticus Maximae T. di Vulcano Porticus Divorum Villa Publica Hecatostylum T. della Fortuna equestre Anfiteatro di Statilio Tauro (?) |